# Nanggela (Mandirancan)
Nanggela is een bestuurslaag in het regentschap Kuningan van de provincie West-Java, Indonesië. Nanggela telt 2765 inwoners (volkstelling 2010).